# Macumba (chanson de Jean-Pierre Mader)
Pour les articles homonymes, voir Macumba (homonymie).
Singles de Jean-Pierre Mader
Disparue
(1984) Un pied devant l'autre
(1985)
Macumba est une chanson de Jean-Pierre Mader, parue sur son deuxième album studio Microclimats et sortie en février 1985 en tant que deuxième single de l'album. Elle est écrite et composée par Mader et Richard Seff.
La chanson rencontre un succès commercial important, atteignant la troisième place du Top 50 et devient tube de l'été 1985. Elle est ensuite certifiée disque d'or avec plus de 600 000 exemplaires écoulés en France. Macumba est l'une des chansons phare et le plus grand succès de la carrière de Jean-Pierre Mader.

## Contexte et sortie
En 1982, alors qu'il est musicien de studio à Toulouse et pas encore connu, Jean-Pierre Mader est contacté par le directeur artistique Jean Mareska qui lui demande s'il a « quelque chose d'entraînant ». Il compose à la guitare basse une première version de Macumba. Elle est initialement destinée pour le chanteur Philippe Lavil, qui sortait peu avant la chanson Il tape sur des bambous. Lavil refuse finalement de l'enregistrer et la maquette de la chanson est mise de côté,.
Peu après la sortie de Disparue en 1984, Richard Seff, qui collabore alors avec Mader, lui rappelle l'existence de Macumba. Retravaillée en utilisant un son de cuivres synthétiques, la chanson est d'abord rejetée par les maisons de disques. Elle est ensuite remixée en Italie, en s'appuyant fortement sur les synthétiseurs, obtenant ainsi un son synthpop et new wave,. 
Le 45 tours sort finalement en février 1985 sur le label Flarenasch. Macumba sort également en Italie la même année et au Canada l'année suivante. Une version en anglais de la chanson est également enregistrée par Jean-Pierre Mader et sort en 45 tours au Japon en 1987,.

## Thème

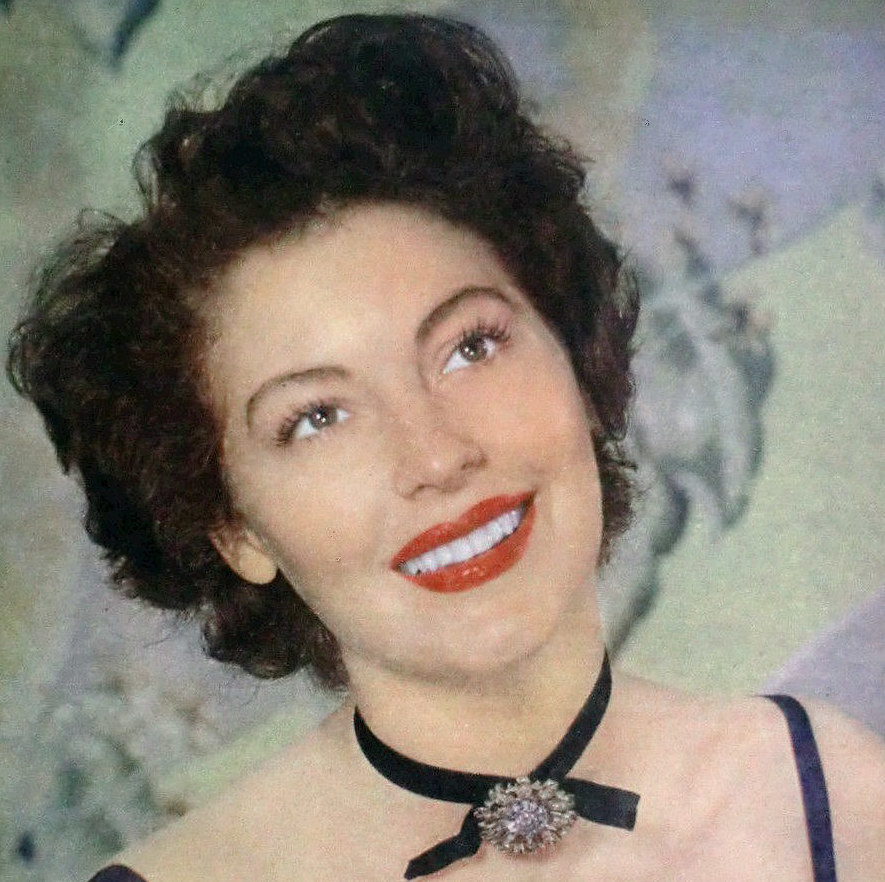
Ava Gardner, qui joue le rôle d'Elizabeth Hintten dans le film L'Île au complot (1949), a été une source d'inspiration pour la chanson.

Macumba est le nom de plusieurs discothèques célèbres. Jean-Pierre Mader fréquentait l'une de ces discothèques à l'époque. Ce n'est donc pas le nom de l’héroïne de l'histoire racontée par la chanson. Le refrain est « Au Macumba, elle danse tous les soirs... » et non « Ô Macumba, elle danse tous les soirs... »,,.
Jean-Pierre Mader s'est inspiré de l'actrice américaine Ava Gardner dans le film L'Île au complot de 1949 et plus précisément de la scène dans laquelle Gardner chante dans un cabaret, avant de partir avec un homme qui la fixait pendant sa prestation,. Pour les paroles Mader s'est également inspiré du film Querelle (1982) de Rainer Werner Fassbinder. La chanson parle d'une femme étrangère originaire d'une île loin de la France, qui est arrivée par bateau, vraisemblablement de façon clandestine, « sans bagages / dans les cales d'un cargo ». Étant dépourvue de moyens, cette femme se trouve contrainte à la danse et la prostitution (« et elle offre sa nuit contre quelques dollars ») dans un établissement nommé « Macumba », fréquenté par « les dockers du port », pour gagner de l'argent.
Dans une première version des paroles, l'héroïne de la chanson se tatoue sur le bras les noms des enfants qu'elle n'aura jamais. Richard Seff dissuade Mader d'utiliser ces paroles en lui disant « Non, c'est trop dur, ça fait trop Lavilliers ». Dans une interview, Jean-Pierre Mader précise : « On a abandonné ce côté un peu sordide pour rester assez positif, parce que c'est devenu aujourd'hui une chanson très festive ».

## Accueil commercial
Entré dans le Top 50 français à la dix-neuvième place à partir du 16 mars 1985, Macumba parvient à monter dans le classement au fil des semaines, jusqu'à atteindre la troisième place à sa sixième semaine de présence dans le classement. Durant les huit semaines suivantes, le single reste dans les dix meilleures places, avant de chuter et de quitter le Top 50 après vingt-trois semaines.
Le 45 tours s'est vendu à plus de 600 000 exemplaires en France et a été certifié disque d'or par le Syndicat national de l'édition phonographique,.

## Liste de titres
| 1. | Macumba   | 3:20 |
| 2. | L'An 2000 | 3:30 |

| A.  | Macumba (version longue)                   | 7:15 |
| B1. | Macumba (Dub Version)                      | 3:27 |
| B2. | Macumba (instrumental – mix international) | 6:50 |

## Crédits
| Musiciens - Jean-Pierre Mader – chant, paroles, musique, arrangements - Bernard Paganotti – basse - Sauveur Mallia – basse - Alain Thomas, Jean-Michel Navarre, Marie Christie – chœurs - Jean-Louis Pujade – batterie, percussion - Patrice Tison – guitare - Pierre Teodori – guitare - Patrick Bourgoin – saxophone - Romano Bais – saxophone | Réalisation - Richard Seff – paroles, musique, réalisation artistique, arrangements - Mario Flores – mixage, ingénieur du son - Roland Guillotel – mixage, ingénieur du son - Marc Hallyday – ingénieur du son - François Porterie – ingénieur du son - François Bréant – programmation, arrangements - Docteur Faust – photographie, pochette |

Crédits adaptés du livret de l'album.

## Classements et certifications
| Classement (1985–86)              | Meilleure position |
| --------------------------------- | ------------------ |
| Europe (European Top 100 Singles) | 25                 |
| Europe (European Airplay Top 50)  | 13                 |
| France (SNEP)                     | 3                  |
| France (Radios périphériques)     | 1                  |
| France (Radios FM)                | 1                  |
| Québec (Palmarès francophone)     | 31                 |

| Classement (1985) | Position |
| ----------------- | -------- |
| France (SNEP)     | 22       |

### Certifications
| Pays                           | Certification | Ventes   |
| ------------------------------ | ------------- | -------- |
| France (SNEP),                 | Or            | 500 000* |
| *Ventes selon la certification |               |          |

## Historique de sortie
| Pays   | Date         | Format                     | Label      |
| ------ | ------------ | -------------------------- | ---------- |
| France | février 1985 | - 45 tours - maxi 45 tours | Flarenasch |
| Italie | 1985         | maxi 45 tours              | Discomagic |
| Canada | 1986         | 45 tours                   | Saisons    |
| Japon  | 21 mai 1987  | - 45 tours - maxi 45 tours | Flarenasch |

## Dans la culture populaire
- 2012 : la chanson fait partie de la bande-son originale du film Stars 80 de Frédéric Forestier et Thomas Langmann, dans lequel Jean-Pierre Mader joue son propre rôle.

## Reprises
Macumba est notamment reprise par :
- Caravelli, dans une version instrumentale, parue sur son album L'Amour en héritage de 1985 ;
- Les Castafiores, parue sur leur album Airs de jeux de 2004.